# Malaxodes
Malaxodes är ett släkte av insekter. Malaxodes ingår i familjen sporrstritar.
Kladogram enligt Catalogue of Life:
| Malaxodes | \| \| Malaxodes farinosa \| \| \| \| \| \| Malaxodes parapanisca \| \| \| \| |
|           | \| \| Malaxodes farinosa \| \| \| \| \| \| Malaxodes parapanisca \| \| \| \| |
|           | Malaxodes farinosa                                                           |
|           |                                                                              |
|           | Malaxodes parapanisca                                                        |
|           |                                                                              |